# الرعاية التمريضية الشمولية

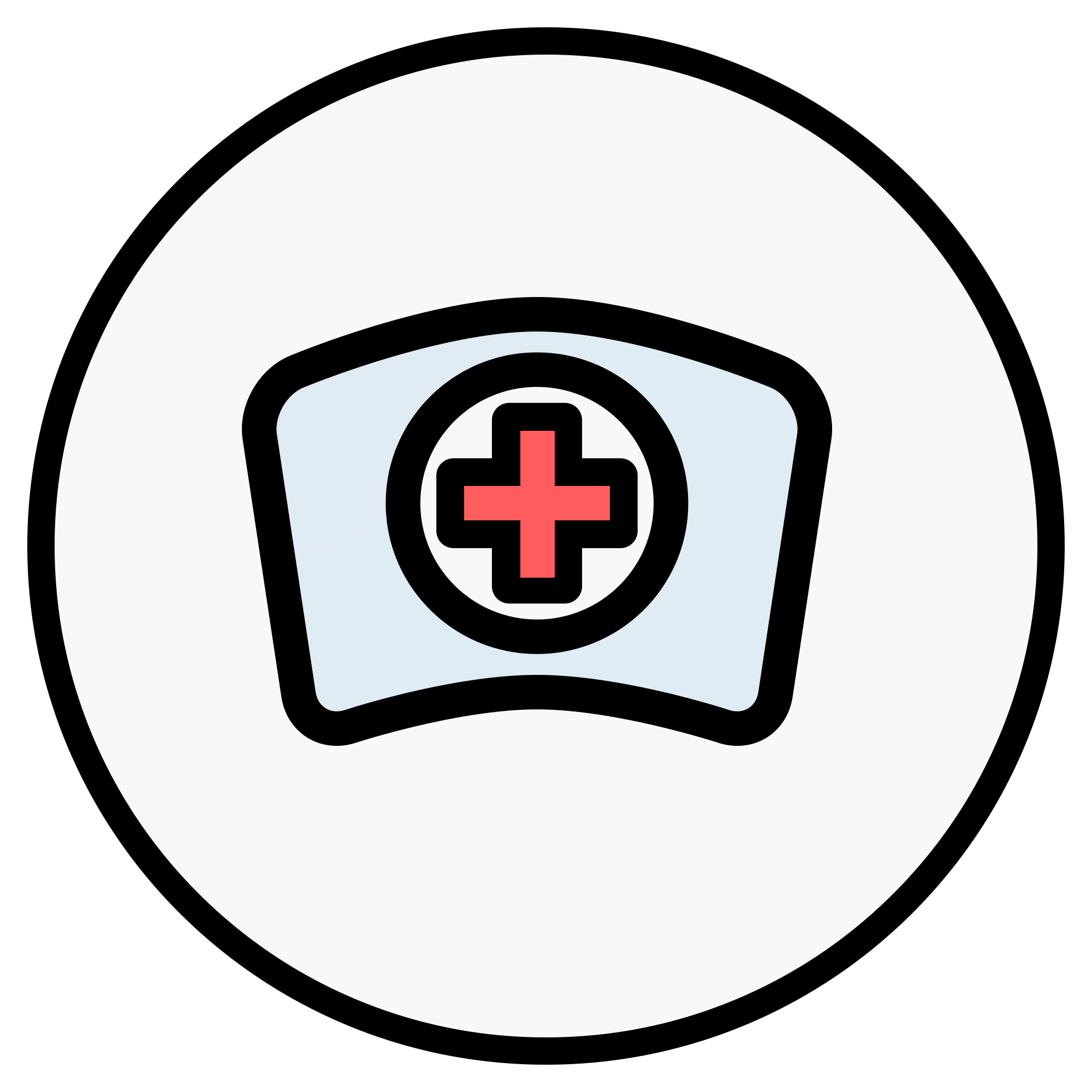

التمريض الشمولي هو تخصص تمريض يتعلق بدمج عقل الفرد وجسمه وروحه مع بيئته. يحتوي هذا التخصص على أساس نظري في عدد قليل من نظريات التمريض الكبرى، وأبرزها علم الكائنات البشرية الوحدوية ، كما نشرتها مارثا إي روجرز في مقدمة عن الأساس النظري للتمريض ، ونظرية متوسطة المدى لتعليم التمريض الشمولي، كما نشرتها الدكتورة كاتي لوف. اكتسب التمريض الشمولي اعتراف جمعية الممرضات الأمريكية (ANA) كتخصص تمريض مع نطاق محدد من الممارسة والمعايير. يركز التمريض الشمولي على عمل العقل والجسد والروح معًا بشكل عام وكيف يمكن للوعي الروحي في التمريض المساعدة في شفاء المرض. يركز الطب الشمولي على الحفاظ على الرفاهية المثلى والوقاية بدلاً من مجرد علاج المرض.

## القيم الجوهرية

### الفلسفة الشمولية: النظرية والأخلاق
التمريض الشمولي يعتمد على النظريات الأساسية للتمريض، مثل أعمال فلورنس نايتنجيل وجان واتسون بالإضافة إلى نظريات بديلة للترابط العالمي والكمال والشفاء. تحترم الممرضات المريض باعتباره صانع القرار طوال فترة الرعاية المتواصلة. تقوم الممرضة القانونية بتوطين العلاقة مع المريض وذلك من خلال اشراك المريض في خيارات العلاج وخيارات الرعاية الصحية. تسعى الممرضة القانونية إلى إقامة علاقة مهنية وأخلاقية مع المريض من أجل الحفاظ على إحساس المريض بالعافية والقيمة الداخلية.

### عملية رعاية شاملة
يجمع التمريض بين تدخلات التمريض القياسية والطرائق المختلفة التي تركز على علاج المريض بالكامل. يسمح الجمع بين التدخلات للمريض بالشفاء في الذهن والجسد والروح من خلال التركيز على عواطف المريض وروحانيته وهويته الثقافية . تحدث الخطوات الست لعملية الرعاية الشاملة في وقت واحد، بما في ذلك التقييم والتشخيص والنتائج والخطة العلاجية للرعاية والتنفيذ والتقييم. يمكن أن يشتمل التقييم الشامل للمريض على تقييمات روحية ونفسية والتقييمات البدنية والعاطفية . تتضمن الخطة العلاجية للرعاية في التمريض الشامل خطة فردية وفريدة للغاية لكل مريض. تدرك الممرضات الفانونيات أن خطة الرعاية تختلف بين مريض واخر، وبالتالي تتبنى الشفاء كعملية تتغير دائمًا وتتكيف مع رحلة الشفاء الشخصية للفرد. تشمل العلاجات التي تستخدمها الممرضات الشموليات تقنيات إدارة الإجهاد والممارسات البديلة أو التكميلية مثل الريكي والصور الموجهة . تركز طرق العلاج هذه على تمكين الأفراد من تقليل مستويات التوتر من أجل تعزيز الشفاء والرفاهية.

### مهارات الاتصال الشمولي
الممرضات القانونيات يستخدمن تقنيات الاستماع والاعتبار الإيجابي غير المشروط للتواصل مع المرضى. الهدف من استخدام تقنيات الاتصال هذه هو خلق علاقات حقيقية وحيوية وعلاجية مع كل مريض.

### بناء بيئة علاجية
التمريض الشمولي لا يركز فقط على خلق علاقة علاجية مع المرضى ولكن أيضا على خلق بيئة علاجية للمرضى. تعتمد العديد من العلاجات في التمريض الشامل على البيئات العلاجية لتكون ناجحة وفعالة. تمكّن البيئة العلاجية المرضى من التواصل مع الممرضة القانونية ومع أنفسهم بشكل فوري.

### التنوع الثقافي
يشمل جزء من أي نوع من التمريض فهم مستوى فهم المريض، والقدرة على التأقلم، والدعم الاجتماعي، والخلفية أو المعرفة الأساسية. يجب على الممرضة استخدام هذه المعلومات للتواصل بشكل فعال مع المريض وعائلة المريض، لبناء علاقة ثقة، وتثقيف المريض بشكل كامل. إن قدرة الممرضة الشاملة على بناء علاقة علاجية مع المريض لها اهمية كبيرة بشكل خاص. الممرضات الشموليات يسألن أنفسهن كيف يمكنهن رعاية المرضى ثقافيا من خلال التقييم الشامل لأن الممرضات الشموليات يشاركن في الممارسات الأخلاقية وعلاج جميع جوانب الفرد من بدنية ونفسية وروحانية وغيرها.

### التعليم والبحث الشامل
الممرضات القانونيات الشموليات مسؤولون عن تعلم نطاق الممارسة المحددة في التمريض الشمولي: النطاق ومعايير الممارسة سنة (2007)  وعن استخدام كل قيمة أساسية استنبطوها في التعليم الشمولي ودمجها في الممارسات اليومية. تقع على عاتق الممرضة الشاملة مسؤولية التعرف على الممارسات التقليدية وكذلك العلاجات والطرق البديلة. من خلال التعليم المستمر والبحث، ستبقى الممرضة الشاملة مطلعة على جميع خيارات العلاج للمرضى. تشمل مجالات البحث التي أكملها الممرضون القانونيون: نتائج العلاجات الشاملة، وسلوكيات الرعاية والروحانية، واستجابة المريض للرعاية الشاملة .

## شهادة
يتم تنظيم الشهادات الوطنية للتمريض الشمولي من قبل شركة شهادة الممرضات الأمريكية الشاملة (AHNCC). هناك مستويان من الشهادة: أحدهما للممرضات الحاصلين على درجة البكالوريوس والآخر للممرضات الحاصلين على درجة الماجستير. يتم اعتماد الاعتماد من خلال AHNCC من قبل مركز اعتماد الممرضات الأمريكي (ANCC).

## المبادرات العالمية

### الولايات المتحدة الأمريكية
جمعية الممرضات الأمريكية الشاملة (AHNA): بيان المهمة
«إن مهمة جمعية الممرضات الأمريكية الشاملة هي إلقاء الضوء على الشمولية في ممارسة التمريض والمجتمع والدعوة والبحث والتعليم».

### كندا
جمعية الممرضات الكندية الشمولية (CHNA): بيان المهمة
«لدعم ممارسة التمريض الشمولي في جميع أنحاء كندا من خلال: العمل كجسم من المعرفة لممارسيها، من خلال الدعوة مع واضعي السياسات والهيئات التنظيمية الإقليمية وتثقيف الكنديين حول فوائد الرعاية الصحية التكميلية والتكاملية.» 

### أستراليا
جمعية الممرضات الأسترالية الشمولية (AHNA)
«إن مهمة جمعية الممرضات الأسترالية الشاملة (AHNA) هي إلقاء الضوء على الشمولية في ممارسة التمريض والبحث والتعليم ؛ والعمل كهيئة من المعارف لممارسيها ؛ والدعوة مع صناع السياسات والهيئات التنظيمية ؛ وتثقيف الأستراليين حول فوائد المكمل والطب البديل (CAM) والرعاية الصحية المتكاملة».